# Waldemar Méndez
Enrique Waldemar Méndez Martijena (Laprida, 12 de enero de 1971) es un exfutbolista y actual comentarista deportivo argentino nacionalizado chileno y español. Jugaba como portero. Actualmente es panelista de radio y televisión.

## Trayectoria
Inició su carrera en Ferro en el año 1986, donde se mantuvo hasta 1993. Sin oportunidades en el primer equipo, emigró a Chile, comenzando una carrera que lo tuvo por varios equipos locales. Tras su llegada a Unión La Calera en 1994, la temporada siguiente defendió los colores de Deportes Ovalle, siendo contratado en 1996 por Deportes La Serena, siendo muy recordado por los hinchas al ser uno de los pilares en la obtención del título de Primera B de 1996 y posterior ascenso a la primera división.
En septiembre de 1999, fue despedido de Deportes La Serena tras cuatro temporadas (donde llegó a ser capitán), debido a declaraciones contra del técnico Dante Pesce. Señaló que su llegada, tras la salida del técnico Gustavo Huerta, había sido negativa para el club. Al año siguiente, ganó una demanda por despido injustificado contra su exclub.
Tras su salida del conjunto papayero, tuvo pasos por Deportes Melipilla, dos regresos a Unión La Calera, Deportes Temuco, O'Higgins, Provincial Osorno, para retirarse el año 2005 en el conjunto cementero.
En el año 2006 tuvo su única experiencia como Director Técnico, dirigiendo al primer equipo de Magallanes.

## Clubes
| Club               | País      | Año       |
| ------------------ | --------- | --------- |
| Ferro Carril Oeste | Argentina | 1986-1993 |
| Unión La Calera    | Chile     | 1994      |
| Deportes Ovalle    | Chile     | 1995      |
| Deportes La Serena | Chile     | 1996-1999 |
| Deportes Melipilla | Chile     | 2000      |
| Unión La Calera    | Chile     | 2001      |
| Deportes Temuco    | Chile     | 2002      |
| O’Higgins          | Chile     | 2003      |
| Provincial Osorno  | Chile     | 2004      |
| Unión La Calera    | Chile     | 2005      |

## Palmarés

### Como jugador

#### Campeonatos nacionales
| Título    | Club               | País  | Año  |
| --------- | ------------------ | ----- | ---- |
| Primera B | Deportes La Serena | Chile | 1996 |

## Actualidad
Tras su retiro como futbolista, se radicó en Chile, donde obtuvo también la nacionalización. Desde 2008 hasta 2017 se desempeñó como comentarista de fútbol, en diversos programas del Canal del Fútbol en Chile. El mismo 2017 se incorpora como comentarista a Fox Sports. También es analista en Radio Futuro en el programa "Futuro Fútbol Club" junto con Claudio Palma, Claudio Borghi, Dante Poli, Ignacio Abarca y Diego Oyarzun. 
En su paso por los medios ha tenido polémicas con el entrenador Hernán Godoy, quien en una transmisión radial le dijo de «Tú no te quemas con nadie y has sido un cagón para hablar. Te pones de parte de los dirigentes, del CDF y del Fox (Sports) para que no te echen (...) como periodista no le has ganado a nadie y como arquero fuiste mediocre, del montón. No quiero tener diálogo contigo, porque eres chueco. Que no me entreviste Waldemar Méndez porque es un cagón.» También, con Juan Cristóbal Guarello, que lo acusó de trabajar para el agente Fernando Felicevich.